# Daman și Diu
Daman și Diu a fost până în 2019 un teritoriu unional din India. Cu o suprafață de 112 km2 a fost cea mai mică unitate federală a Indiei pe continent. O colonie portugheză din anii 1500, acest teritoriu a fost anexat de India în 1961. Daman și Diu a fost administrat în cadrul teritoriului unional Goa, Daman și Diu până în 1987, când a devenit un teritoriu unional separat. În 2020 a fuzionat cu teritoriul Dadra și Nagar Haveli, formând teritoriul unional Dadra și Nagar Haveli și Daman și Diu.